# Добра (Берско)
Добра (на гръцки: Καλή Παναγιά, до 1927 година Δοβρά или Ντοβρά, Довра) е бивше село в Република Гърция, дем Бер, област Централна Македония.

## География
Добра е било разположено на 3 километра северно от демовия център Бер (Верия), на 280 m надморска височина в югоизточните склонове на планината Каракамен (Вермио). Край селото е Добренският манастир.

## История
Селото е унищожено в 1822 година при потушаването на Негушкото въстание. Обновено е в 1928 година, когато там са настанени гърци бежанци. Междувременно в 1926 година е прекръстено на Кали Панагия. Поради лошите условия обаче скоро селото е напуснато. След Гражданската война (1946 – 1949) селото отново е обновено, като сиропиталище за бездомни деца.
| Година    | 1913 | 1920 | 1928 | 1940 | 1951 | 1961 | 1971 | 1981 | 1991 | 2001 | 2011 | 2021 |
| --------- | ---- | ---- | ---- | ---- | ---- | ---- | ---- | ---- | ---- | ---- | ---- | ---- |
| Население |      |      |      |      | 384  | 439  | 353  | 109  | 9    |      |      |      |

## Личности
Родени в Добра
- Анастасиос Каратасос (1764 – 1830), гръцки революционер

Други
- Николаос Филипидис, гръцки революционер по произход от Добра